# هيليوسيب
هيليوسيب (فطر رأس الشمس) (Heliocybe) هو نوع من الفطور ينتمي إلى جنس الغارقيون وتعود التسمية إلى الكلمة الإغريقية helios والتي تعني الشمس و كلمة cybe والتي تعني الرأس. تحتوي هذه الزمرة على فطر وحيد يدعى Heliocybe sulcata